# Brauttruhe

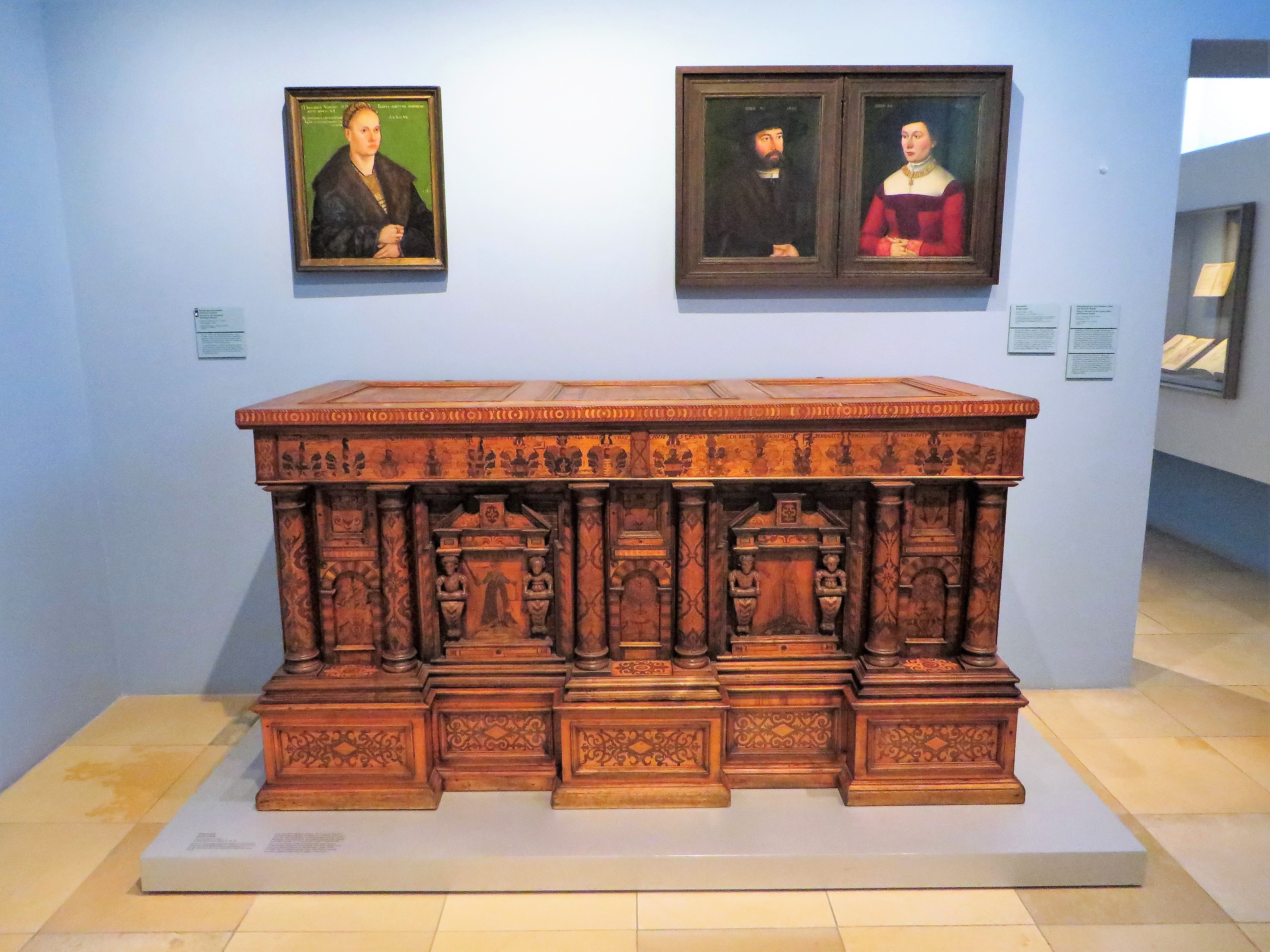
Brauttruhe mit Marketerien aus Oberfranken, 1583;
Germanisches Nationalmuseum

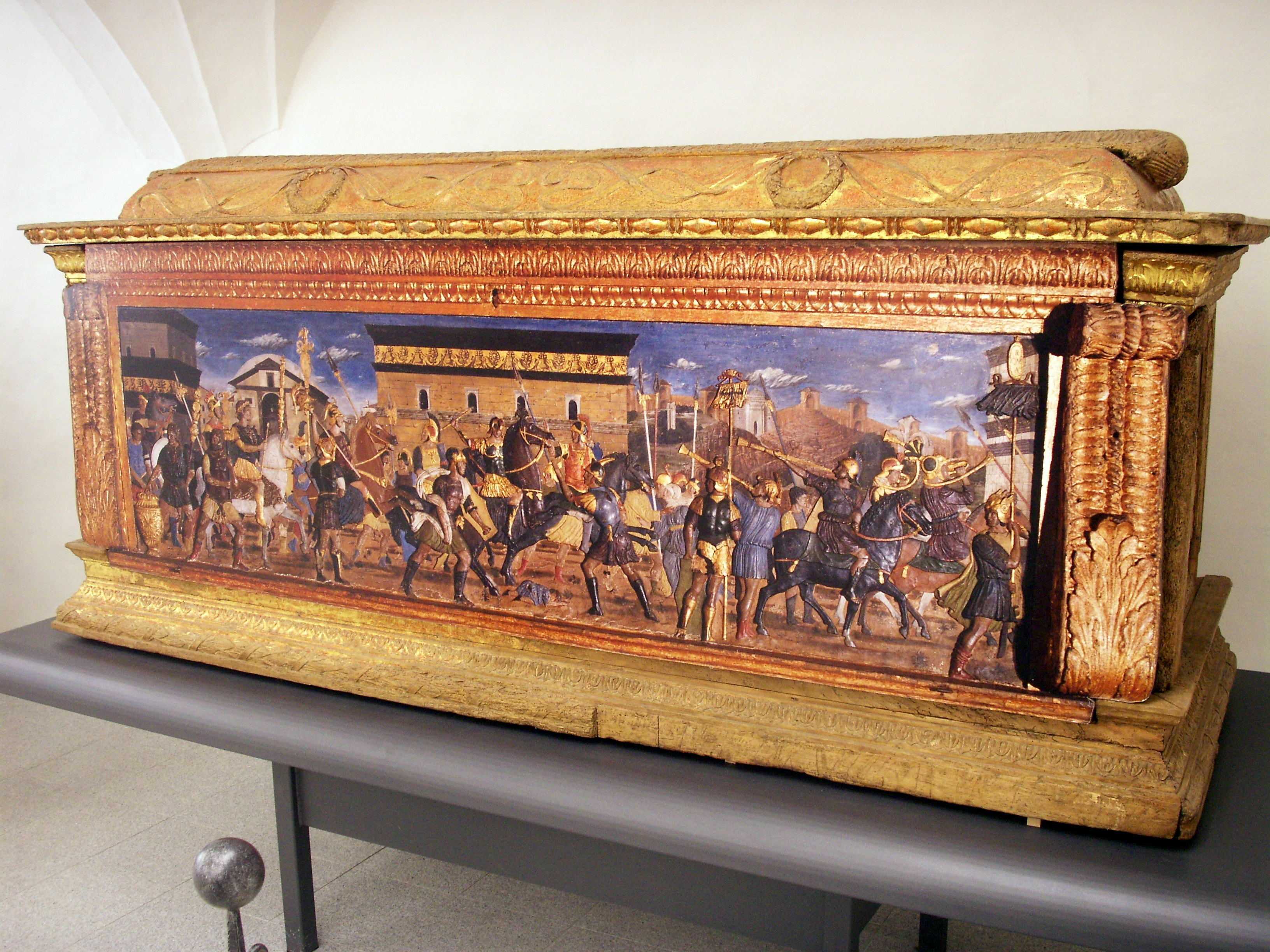
Italienische Cassone mit Relief zur Trajans–Legende;
15. Jahrhundert, Landesmuseum Kärnten

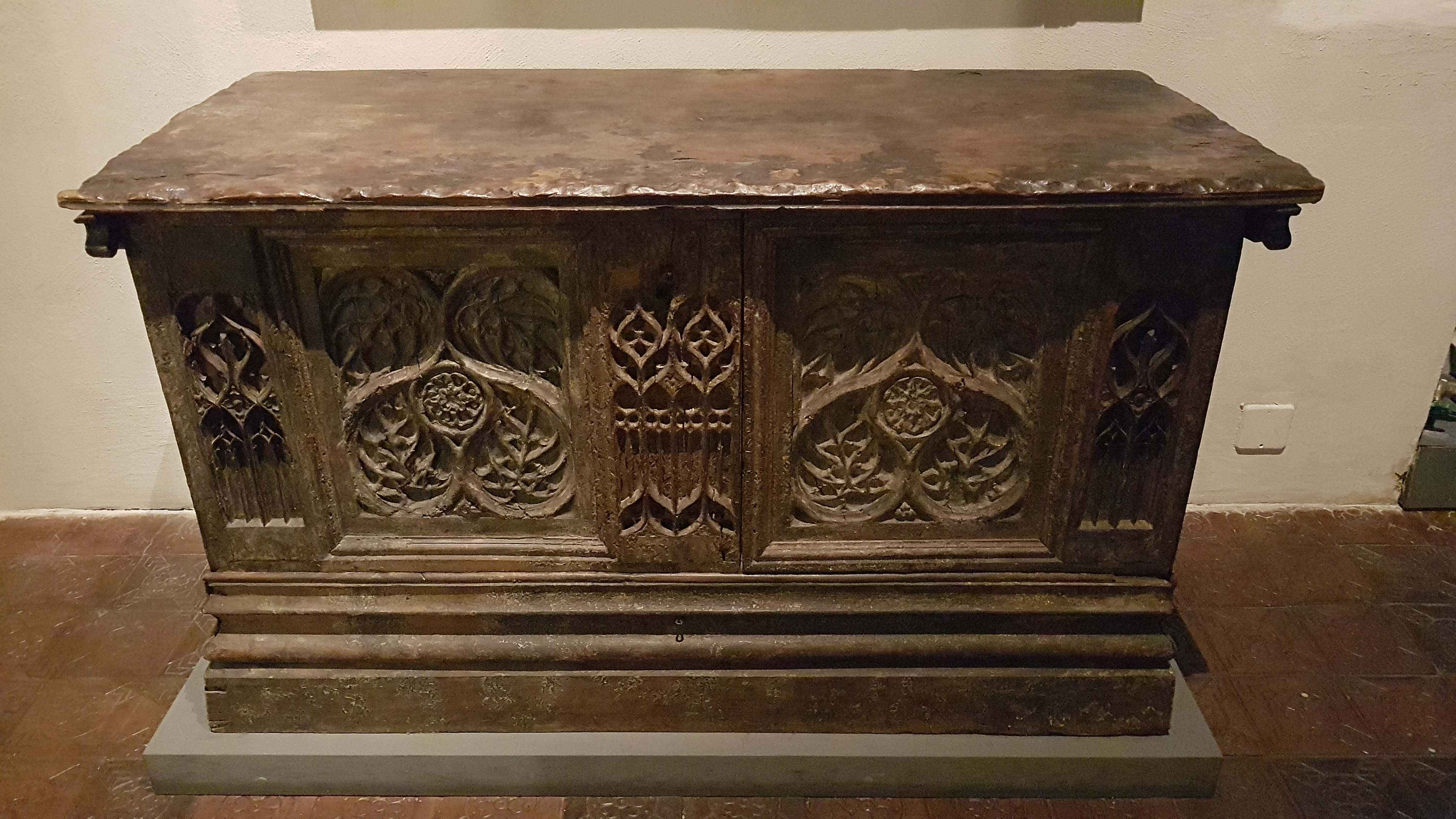
Brauttruhe aus Katalonien, Nussbaum, um 1500;
Bayerisches Nationalmuseum, München

Eine Brauttruhe, auch Hochzeitstruhe genannt, ist eine historische Sonderform unter der Truhen. Das mitunter reich verzierte hölzerne Möbelstück wurde zumeist Töchtern aus vornehmen und wohlhabenden Familien als Teil ihrer Aussteuer mitgegeben, wenn diese als Bräute die Ehe eingingen. In den Brauttruhen verwahrten die angehenden Ehefrauen ihre Staatsgewänder oder Vorräte wie Leinengewebe.
Die mitunter wie ein Koffer gestalteten Brauttruhen wurden – zeittypisch und je nach Geschmack veränderlich – neben Holzschnitzereien und Malereien und Wappen und Emblemen auch mit geschnittenem oder gepresstem Leder geschmückt, mit kunstvoll gestalteten Eisen- oder Messingbeschlägen ausgestattet und mitunter mit ganzen Szenerien zum Beispiel der Liebe versehen.
Zu den bekannteren Brauttruhen zählt eine Brauttruhe der Familie Brandis zu Hildesheim im dortigen Roemer- und Pelizaeus-Museum mit reichem Schnitzwerk, leuchtend bemalten Schildern und vier Wappen der Hildesheimer Familien Brandis und Winckelmann sowie den in Hannover ansässigen Familien Blome und von Windheim. Das Kulturgut gilt als heraldisches Kleinod und folgt mit der Reihenfolge der Wappen von links nach rechts dem Muster ähnlicher Denkmale in der Reihenfolge Vater, Mutter, väterliche Großmutter und mütterliche Großmutter.